# Kvemo Kartli
Kvemo Kartli (gruzínsky ქვემო ქართლი, česky Dolní Kartli) je gruzínský kraj (region, gruzínsky mchare) nacházející se ve střední až jihovýchodní části země. Krajským městem je Rustavi.

## Základní údaje
Rozloha regionu je 6 528 km² a zabírá 9,4 % území Gruzie. Podle údajů získaných ze sčítání lidu v roce 2014 je až 51,3 % z tehdejších 423 986 obyvatel Gruzíni národnosti, o 10 % za nimi zaostávají Ázerbájdžánské. Největší národnostní menšinou v regionu jsou Arméni s 5,1 % podílu obyvatelstva. Nezanedbatelnou menšinu, která tvoří méně než 1 % obyvatelstva, tvoří Pontští Řekové, Rusové a Oseti.
Region má jižně od Rustavi členitý horský terén Malého Kavkazu, kterým si razí cestu řeky Kura a její přítoky.
Dolní Kartli sousedí na západě s regionem Samcche-Džavachetie, na severu s regiony Šida Kartli a Mccheta-Mtianetie a na východě s regionem Kachetie. Kraj má na jihu hranici s Arménií a Ázerbájdžánem.

## Administrativní členění
Kvemo Kartli se dále dělí na 1 statutární město a 6 municipalit (obcí)
1. Město Rustavi
2. Municipalita Bolnisi (správní centrum Bolnisi)
3. Municipalita Gardabani (správní centrum Gardabani)
4. Municipalita Dmanisi (správní centrum Dmanisi)
5. Municipalita Tetri Ckaro (správní centrum Tetri Ckaro)
6. Municipalita Marneuli (správní centrum Marneuli)
7. Municipalita Calka (správní centrum Calka)